# WTA-kampioenschap dubbelspel 1993
Het WTA-kampioenschap dubbelspel van 1993 vond plaats van donderdag 25 tot en met zondag 28 maart 1993 in de Amerikaanse stad Wesley Chapel (Florida). Het was de 19e editie van het toernooi. Er werd gespeeld op de gravelbanen van het Saddlebrook Resort.
De titelverdedigers waren de Tsjechische Jana Novotná en de Letse Larisa Neiland. Alleen Neiland nam deel – zij bereikte samen met de Spaanse Arantxa Sánchez Vicario de finale, waar zij verloor van de Amerikaanse Gigi Fernández en Wit-Russin Natallja Zverava.
Er waren geen Belgische en Nederlandse deelneemsters.

## Geplaatste teams
- Ranglijstpositie op 22 maart 1993

| Nr. | Team                                   | Rang    | Resultaat    | Uitgeschakeld door                     |
| --- | -------------------------------------- | ------- | ------------ | -------------------------------------- |
| 1.  | Gigi Fernández Natallja Zverava        | 2+1=3   | winnaressen  | winnaressen                            |
| 2.  | Larisa Neiland Arantxa Sánchez Vicario | 5+6=11  | finale       | Gigi Fernández Natallja Zverava        |
| 3.  | Lori McNeil Rennae Stubbs              | 11+9=20 | halve finale | Gigi Fernández Natallja Zverava        |
| 4.  | Pam Shriver Elizabeth Smylie           | 7+19=26 | halve finale | Larisa Neiland Arantxa Sánchez Vicario |

## Toernooischema
| Legenda | Legenda                  |
| ------- | ------------------------ |
| Q       | Qualifier                |
| WC      | Deelname via wildcard    |
| LL      | Lucky Loser              |
| r       | Opgave / trok zich terug |
| w/o     | Walk-over                |
| Alt     | Alternate                |
| SE      | Special Exempt           |
| PR      | Protected Ranking        |
| d       | Diskwalificatie          |